# Silk Stockings
Cet article concerne la comédie musicale. Pour son adaptation au cinéma (même titre original), voir La Belle de Moscou.
Silk Stockings (titre original) est une comédie musicale américaine, créée à Broadway en 1955 avec un livret de George S. Kaufman, Leueen MacGrath et Abe Burrows, sur des paroles et une musique de Cole Porter. La comédie musicale est vaguement basée sur l'histoire de Melchior Lengyel, Ninotchka, et son adaptation cinématographique de 1939 du même nom. Ce fut la dernière création scénique de Cole Porter.

## Argument
Voir l'article consacré à l'adaptation au cinéma.

## Fiche technique
- Titre original : Silk Stockings
- Livret : George S. Kaufman, Leueen MacGrath et Abe Burrows, d'après l'histoire Ninotchka de Melchior Lengyel et son adaptation au cinéma pré-citées
- Lyrics et musique : Cole Porter
- Mise en scène : Cy Feuer
- Chorégraphie : Eugene Loring
- Direction musicale (et arrangement vocaux) : Herbert Greene
- Décors et lumières : Jo Mielziner
- Costumes : Lucinda Ballard et Robert Mackintosh
- Producteurs : Cy Feuer et Ernest H. Martin
- Nombre de représentations : 478
- Date de la première : 24 février 1955
- Date de la dernière : 14 avril 1956
- Lieu (à Broadway) : Imperial Theatre

## Distribution originale
(sélection)
- Don Ameche	: Steve Canfield
- Hildegarde Neff : Ninotchka
- Leon Belasco : Brankov
- Henry Lascoe : Ivanov
- David Opatoshu : Bibinski
- Gretchen Wyler : Janice Dayton
- Marcel Hillaire : Pierre Bouchard
- Julie Newmar : Vera
- Philip Sterling : Boroff
- George Tobias : Markovitch

## Numéros musicaux
| Acte I - Too Bad (Ivanov, Brankov, Bibinski, ensemble) - Paris Loves Lovers (Canfield, Ninotchka) - Stereophonic Sound (Janice Dayton) - It's a Chemical Reaction, That's All (Ninotchka) - All of You (Canfield) - Satin and Silk (Janice Dayton) - Without Love (Ninotchka) - All of You - reprise (Canfield) | Acte II - Hail, Bibinski (Ivanov, Brankov, Bibinski, ensemble) - As On Through the Seasons We Sail (Canfield, Ninotchka) - Josephine (Janice Dayton, ensemble) - Siberia (Ivanov, Brankov, Bibinski) - Silk Stockings (Canfield) - The Red Blues (ensemble) - Finale (distribution entière) |

## Adaptation au cinéma
- 1957 : La Belle de Moscou (Silk Stockings) de Rouben Mamoulian, avec Fred Astaire (Steve Canfield) et Cyd Charisse (Ninotchka)